# Ворог держави (роман)
«Ворог держави» (англ. «An Enemy of the State») — роман Ф. Пола Вілсона, опублікований у 1980 році, дія якого відбувається в міжзоряному суспільстві під назвою «Федерація Ла Наґа». » — роман Ф. Пола Вілсона, опублікований у 1980 році, дія якого відбувається в міжзоряному суспільстві під назвою «Федерація Ла Наґа». 

## Стислий зміст сюжету
«Ворог держави» (1980) - перша книга циклу "Ла Наґ" розповідає історію апокаліптичного народження «Федерації Ла Наґа». У романі читач знайомиться з Пітером Ла-Наґом — громадянином планети Толіве, прихильником філософії Кіфхо, революційним агентом-провокатором, герояєм контркультури, що звільняє Землю для кращих речей, як це зазвичай розуміють у творах лібертаріанської фантастики. 
Унікальна революція Пітера Ла-Наґа має на меті повалити вкорінену Імперію Зовнішнього світу, а також докорінно змінити концепцію правління кожного Позасвіту. Щоб досягти цього, він повинен об’єднатися з божевільним, довіритися слову останнього з баронів-розбійників Сонячної системи, рішуче використати неперевершених воїнів із планети Флінт (не дозволяючи їм шаленіти), на кожному кроці збивати з  пантелику всюдисущі сили Імперіуму, і час від часу створюйте дощ грошей. І це найлегша частина плану. Найбільше завдання для Ла-Наґа — довести свій план до успішного завершення, не ставши тим самим ворогом, якого він поклявся знищити..